# Santo Spirito in Sassia
Santo Spirito in Sassia ou Igreja do Espírito Santo em Sassia é uma igreja titular do século XII em Roma, Itália, localizada na Via Borgo Santo Spirito, uma rua que ganhou seu nome por causa da igreja e que fica na porção sul do rione Borgo. O atual cardeal-diácono protetor da diaconia do Santo Espírito em Sassia é Dominique Mamberti. A igreja é o santuário oficial da Divina Misericórdia desde 1994.

## História
A igreja fica local da antiga Schola Saxorum ("Escola Saxônica") do rei Ine de Wessex, uma instituição de caridade destinada aos peregrinos saxões na cidade e foi reconstruída no século XII. Foi reformada diversas vezes depois. Em 1475, o papa Sisto IV encomendou a junção da igreja ao vizinho "Hospital do Espírito Santo", que cuidava de crianças abandonadas, construído pelo papa Inocêncio III e cujo história é contada nos murais pintados na sacristia, além de um campanário. Entre 1538 e 1545, Antonio da Sangallo, o Jovem ou Baldassare Peruzzi reconstruíram a igreja por conta dos danos sofridos durante o Saque de Roma (1527). Um órgão, que ainda hoje está in situ, foi instalado em 1547. Entre 1585 e 1590, o papa Sisto V encarregou a restauração da fachada, a mesma de hoje em dia, a Ottavio Mascherino, que se baseou num projeto de Sangallo. Ela tem dois andares, com pilastras coríntios dividindo o inferior em cinco seções e o superior, em três. No centro do andar superior está uma janela circular encimada pelo brasão de Sisto V. A fachada como um todo está coroada por um pedimento e é um belo exemplo da arquitetura renascentista.

## Interior
A igreja tem apenas uma nave e dez capelas dos lados. A contra-fachada ostenta uma "Visitação" (1545), de Marco Pino, e uma "Conversão de São Paulo", iniciada por Francesco Salviati e completada por Francesco Rubiale. Na primeira capela à direita na abside está um afresco do "Pentecostes", do florentino Jacopo Zucchi e seu irmão. Na segunda, uma "Assunção", de Livio Agresti, que também pintou a "Trindade" da quarta capela e os afrescos da terceira. Na quinta estão uma "Anunciação" e uma "Assunção" (1570), de Giuseppe Valeriano. A sacristia está decorada com afrescos sobre a história da ''Schola Saxonum de Guidobaldo Abbatini. A abside está coberta por afrescos (1583) de Jacopo e Francesco Zucchi. Na quinta capela à esquerda está um "Martírio de São João Evangelista", de Marcello Venusti. Na primeira e segunda estão pinturas de Cesare Nebbia, incluindo uma "Coroação da Virgem".

### Nossa Senhora de Fátima
No templo há um altar lateral reservado a João Paulo II e onde existe uma imagem de Nossa Senhora de Fátima, igual à da Capelinha das Aparições na Cova da Iria.
Em 1995, João Paulo II anunciou a intenção de visitar a igreja, por ocasião da Festa da Misericórdia e o responsável pela igreja Monsenhor Jozef Bart  mandou esculpir uma imagem exatamente igual à do Santuário português para surpreender o Papa.

## Galeria

Imagens da igreja
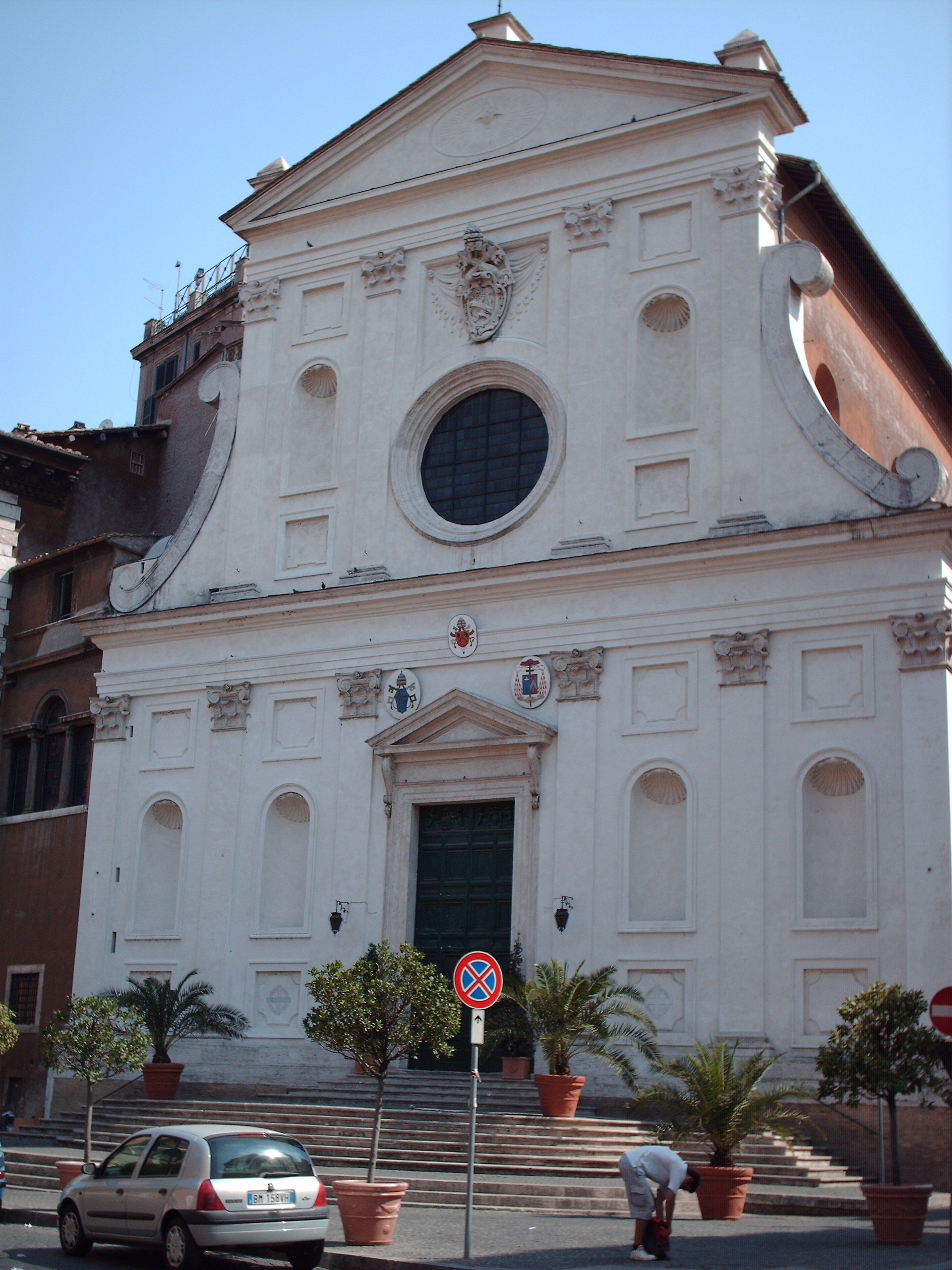
Fachada renascentista
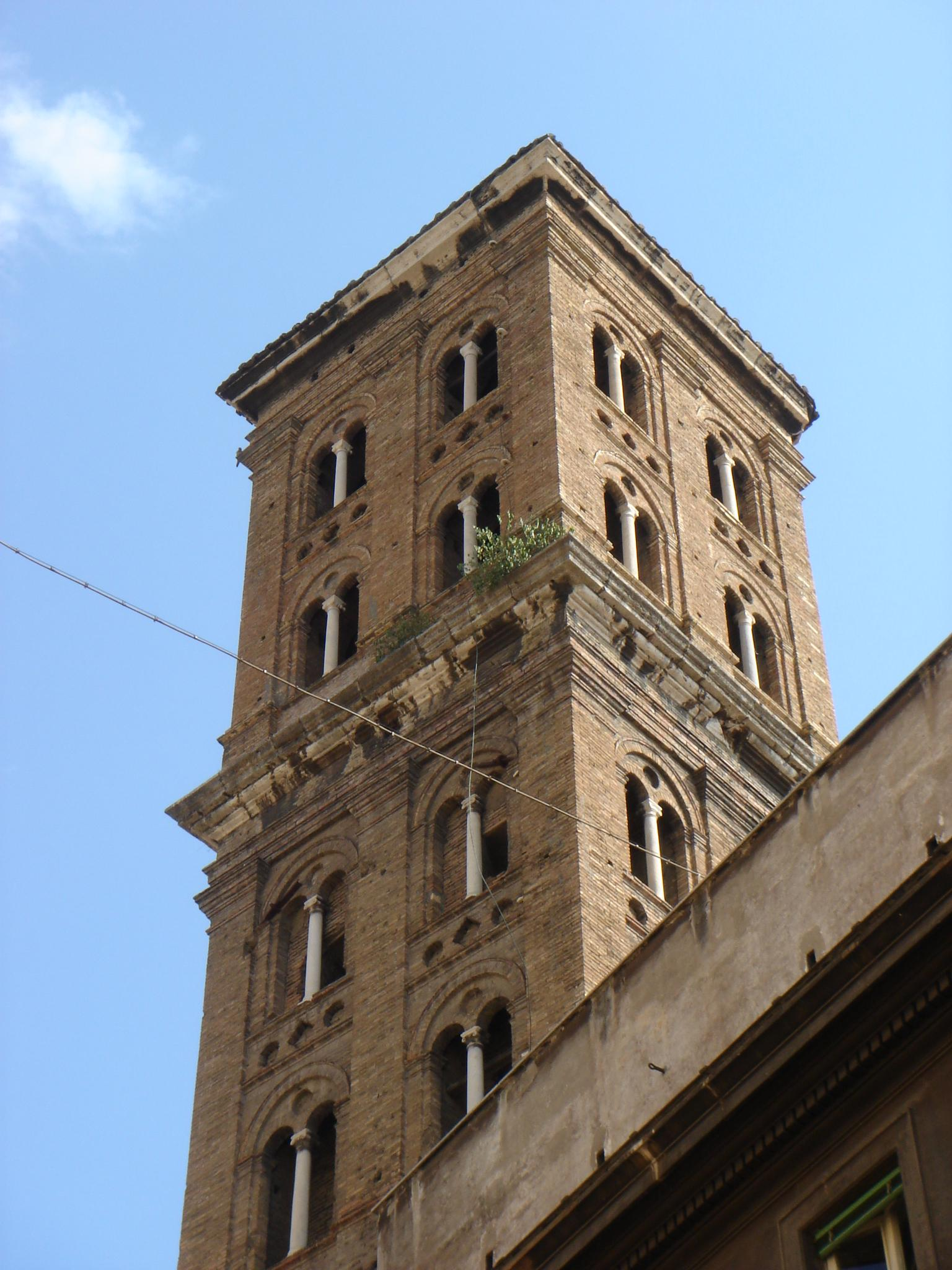
Campanário românico
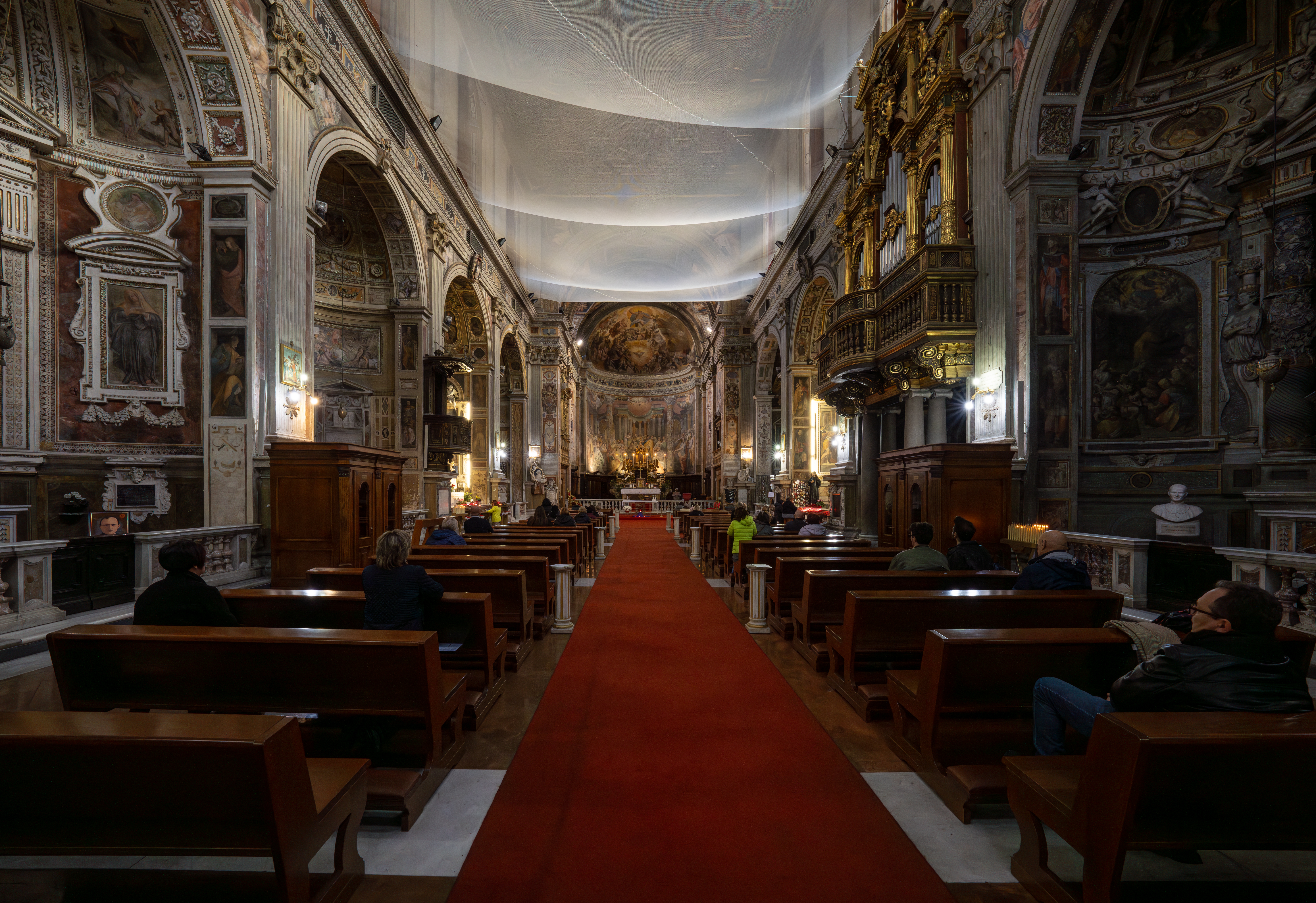
Nave
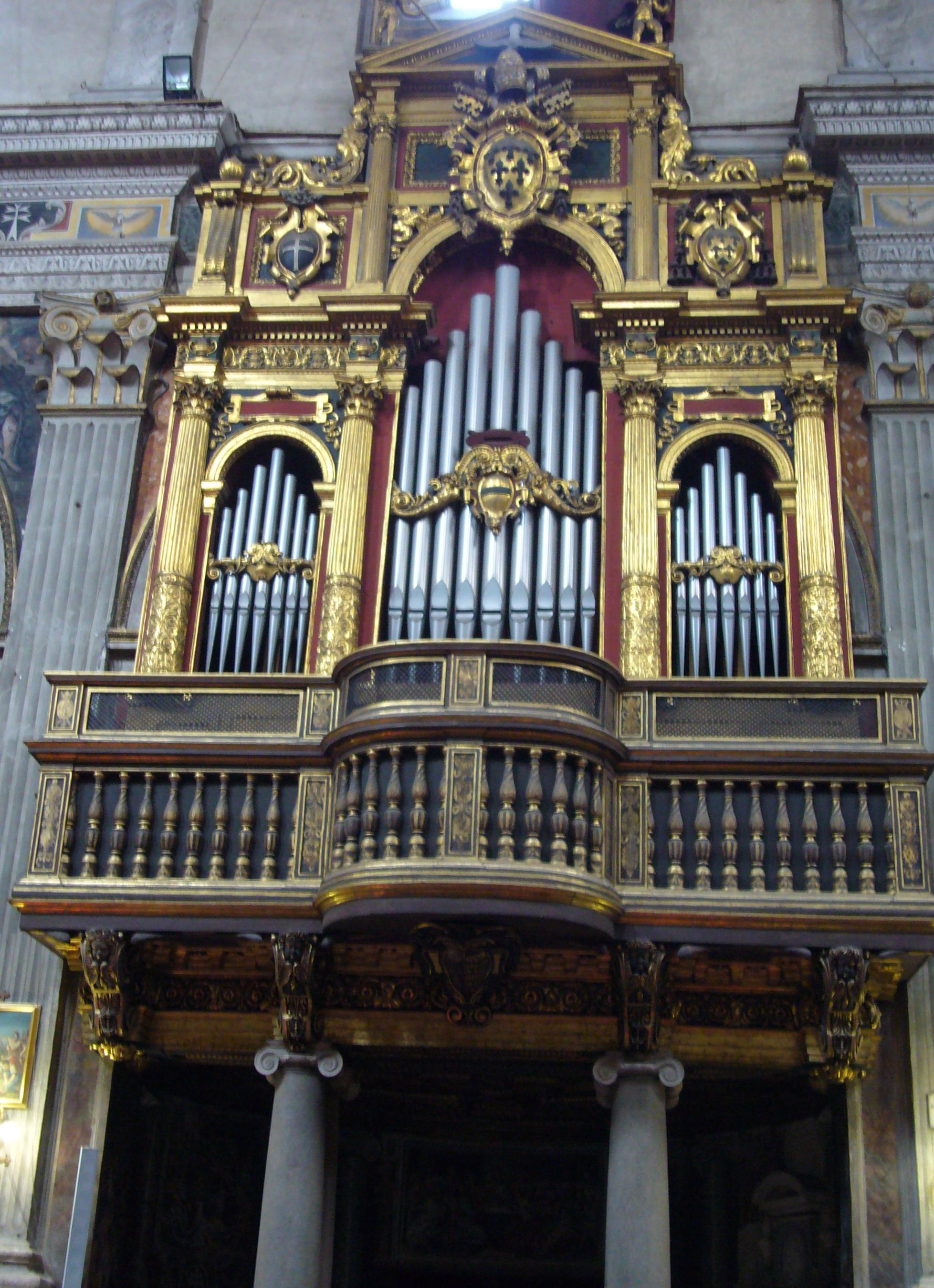
Órgão
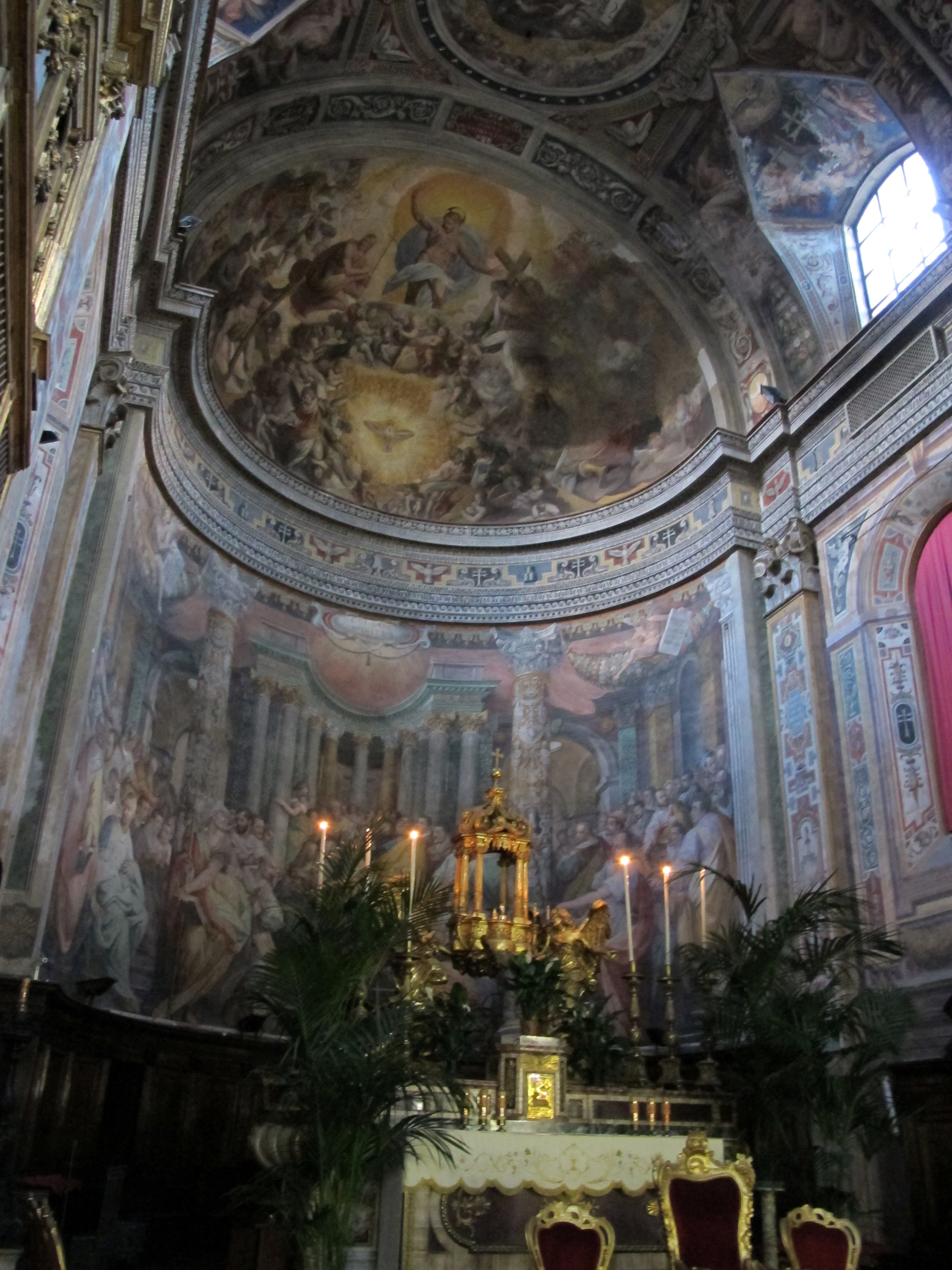
Altar-mor e o interior da abside dos irmãos Zucchi
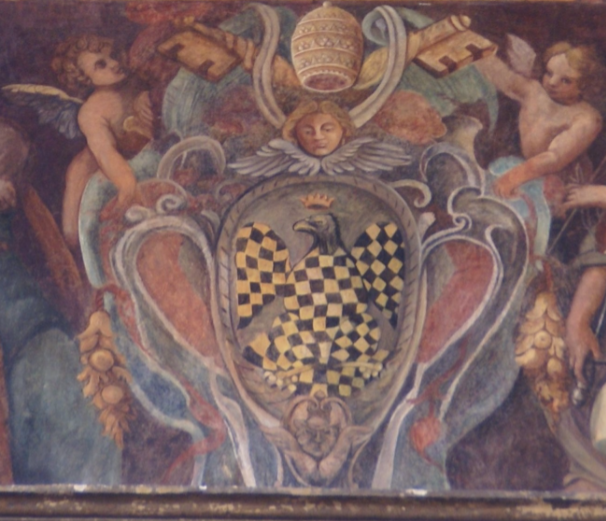
Afresco do brasão do Papa Inocêncio III com os elementos heráldicos completos dos papas, no Palazzo del Commendatore, parte do Hospital do Espírito Santo in Sassia, hospital fundado por Inocêncio durante o seu reinado.